# Śmierć Aecjusza
Śmierć Aecjusza. Powieść z lat 451-457 – powieść historyczna Teodora Parnickiego wydana w 1966 roku.
Książka jest kontynuacją powieści "Aecjusz, ostatni Rzymianin". Jej głównym bohaterem jest Aecjusz Flawiusz, próbujący zachować integralność upadającego Cesarstwa Rzymskiego podczas walk z Wizygotami i Hunami.

## O powieści
Po ukończeniu Glinianych dzbanów, Parnicki wyjechał w połowie 1965 na prawie roczny pobyt do Polski. W czasie pobytu w kraju napisał Śmierć Aecjusza, która ukazała się nakładem Pax-u w 1966. Powieść wiąże się z debiutem pisarza, o trzydzieści lat wcześniejszym Aecjuszem, ostatnim Rzymianinem. Faktycznie jest jednak raczej kontynuacją drugiego tomu Twarzy księżyca, opowiada bowiem o dalszych losach jej bohaterów: Maksymiana, Storacji, Karyzjusza. Na bezpośrednią ciągłość chronologiczną wskazują podtytuły: Opowieść bizantyńska z roku 450 i Powieść z lat 451-457. Powieść ma budowę dialogową, rezygnuje całkowicie z chronologii, głównego bohatera: żołnierza i wodza, czyni człowiekiem oczytanym, doskonale radzącym sobie z logicznymi zawiłościami wnioskowania, swobodnie posługującym się aluzjami teologicznymi i wrażliwym na kwestie językowe.

## Spisek przeciw Aecjuszowi
Spisek przeciw Aecjuszowi jest w drugim tomie Twarzy księżyca jednym z wielu elementów złożonej gry politycznej. Wspomina się o nim mimochodem, mówi się o okolicznościach jego śmierci. Aecjusz zginął z ręki cesarza Walentyniana, faktycznie pozbawionego władzy przez swego wszechwładnego wodza. W powieści mówi się o siłach i motywach o wiele głębszych niż zawiść nieudolnego cesarza. Rozwijają je i wyjaśniają dyskutujący ze sobą bohaterowie Śmierci Aecjusza.
To co wiadomo o samym zdarzeniu z zapisów historycznych można zamknąć w kilku zdaniach. Bohaterowie powieści rozmawiają o tym co ukryte w splocie dążeń i działań różnych ugrupowań politycznych i religijnych obydwu części cesarstwa: wschodniej i zachodniej, w walkach plemion germańskich na północy, w osobistych ambicjach, krzywdach i pragnieniu zemsty osób związanych z Aecjuszem. Powieść nie ma narratora, który porządkowałby narrację, nie  ma w niej też samego opisu zdarzenia, którego przyczyn bohaterowie powieści dociekają. Żadna z hipotez nie zdobywa przewagi nad pozostałymi. Każdy z rozmówców ma swoje dobre racje, wiele wersji okazuje się możliwymi.